# Fedot Iwanowitsch Schubin

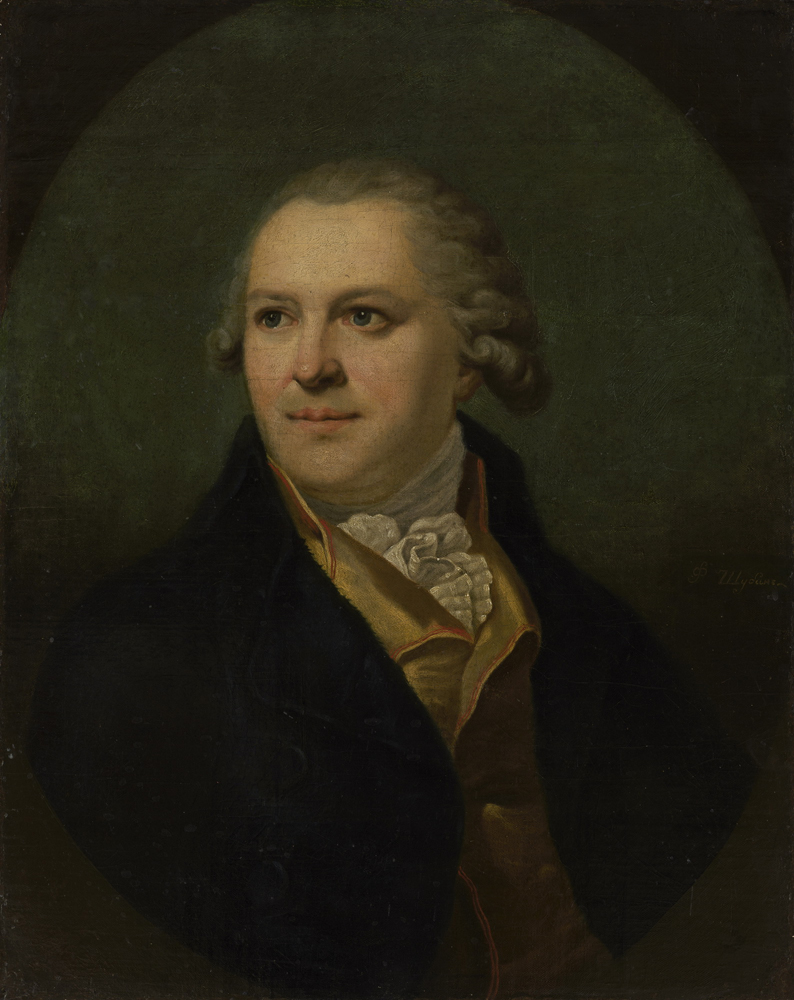
Fedot Schubin, Selbstporträt (1794)

Fedot Iwanowitsch Schubin (russisch Федот Иванович Шубин; * 17. Maijul. / 28. Mai 1740greg. in Cholmogory im damaligen Gouvernement Archangelgorod; † 12. Maijul. / 24. Mai 1805greg.) war einer der bedeutendsten russischen Bildhauer des 18. Jahrhunderts.

## Biografie
Er wurde als Sohn eines Bauern in einem Pomoren-Dorf in der Nähe von Cholmogory im Norden Russlands geboren. Inspiriert vom Beispiel seines Landsmanns Michail Lomonossow ging er im Alter von 18 Jahren nach Sankt Petersburg. Lomonossow bemerkte Schubins Talent im Walrossbein-Schnitzen, einem in Cholmogory traditionell praktizierten Volkshandwerk, und half ihm bei der Einschreibung in die neu gegründete Petersburger Kunstakademie. Sein Ausbilder, Nicolas-François Gillet, war so beeindruckt von Schubins Fähigkeiten, dass er ihm eine akademische Goldmedaille verlieh, was Schubin die Möglichkeit eröffnete, seine Ausbildung im Ausland auszuweiten.
In Paris lernte er am Atelier des großen Jean-Baptiste Pigalle, bevor er nach drei Jahren nach Rom weiterzog. Nach seiner Rückkehr in Russland im Jahr 1772 wurde Schubin zum prestigereichsten und nachgefragtesten Bildhauer des Landes. In den folgenden zwanzig Jahren arbeitete er an zahlreichen Projekten für den Marmorpalast und das Alexander-Newski-Kloster. Er kreierte die Abbilde aller 58 bisherigen russischen Herrscher von Rurik an und bekam einen Akademikerstatus an der Akademie der Bildenden Künste. Allerdings wurde seine Karriere oft durch Intrigen seiner Rivalen gestört. Erst 1794 bekam er einen Professortitel. Michail Krylow war einer seiner Schüler.
Zu Ehren des Architekten von Schloss Gattschina, Antonio Rinaldi, wurde ein Marmormedaillon um 1782 angefertigt.